# Napoleon Rouba
Napoleon Rouba (ur. 1860 w Dziewieniszkach, zm. 11 grudnia 1929 w Wilnie) – polski dziennikarz i krytyk literacki.

## Życiorys

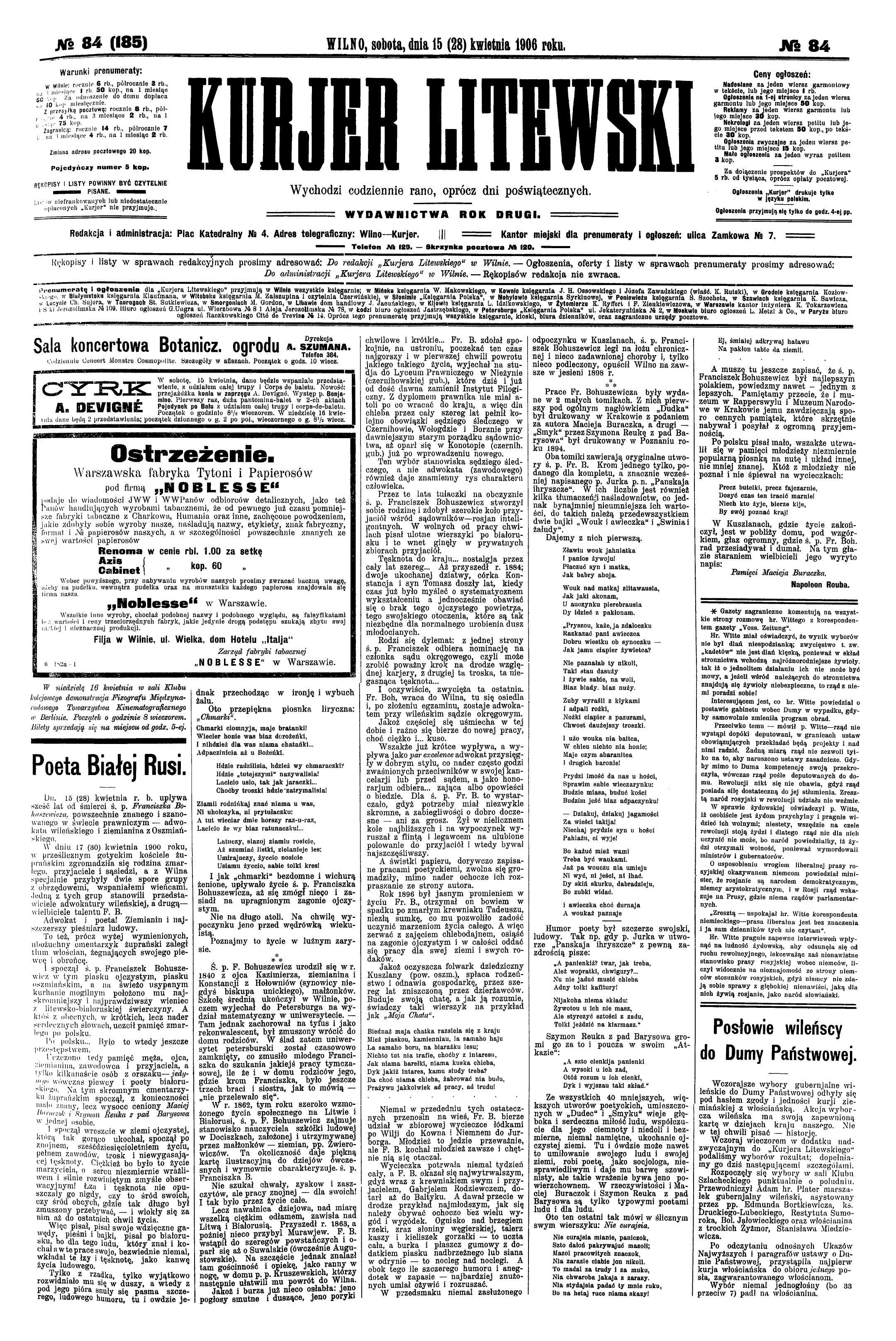
„Kurier Litewski” z felietonem Napoleona Rouby, 1906

Urodził się w niewielkim miasteczku w pobliżu Oszmiany. Po ukończeniu gimnazjum w Wilnie wyjechał do Warszawy, aby na tamtejszym Uniwersytecie studiować na Wydziale Prawa. Nie mógł się kształcić w Wilnie, ponieważ zaborca zamknął Uniwersytet Wileński. W 1890 był współzałożycielem wileńskiego Tajnego Towarzystwa Oświaty Narodowej. Pięć lat później powrócił do Wilna na stałe.
Był współpracownikiem czasopism ukazujących się w Wilnie i Warszawie, autorem recenzji teatralnych, sprawozdań, felietonów i reportaży. Od 1905 przez dziesięć lat pracował w redakcji „Kuriera Litewskiego”, był redaktorem wydań i redaktorem odpowiedzialnym za całokształt publikacji. Napisał dwie powieści – w 1896 ukazała się w Wilnie Stryjowa spuścizna, a pięć lat później w Krakowie Żyrowisko litewskie. Był wybitnym znawcą młodości Adama Mickiewicza, dzięki dociekliwości i badaniom literackim udało mu się ustalić wiele faktów, które zawarł w napisanej w 1898 książce Śladami Wieszcza. W 1909 napisał Przewodnik po Litwie i Białejrusi, będący alfabetycznym wykazem obiektów geograficznych, które znajdowały się na terenie sześciu sąsiadujących ze sobą guberni. Była to pierwsza tego typu publikacja.

### Małżeństwo i dzieci
Jego żoną była Antonina z Kowzanów. Miał z nią pięcioro dzieci: Michała – artystę malarza, Józefa – architekta, Kazimierza, Mariana i Krystynę.